# HD 110575
HD 110575，又名CD-39 7785，SAO 203746、HR 4836，是一颗恒星，视星等为6.44，位于銀經301.28，銀緯22.67，其B1900.0坐标为赤經12h 37m 58.9s，赤緯-39° 22.67′ 46″。